# Rally RACE de España de 1975
El Rally RACE de España de 1975, oficialmente 23.º RACE Rally de España, fue la vigésimo tercera edición, la trigésima ronda de la temporada 1975 del Campeonato de Europa y la decimosegunda de la temporada 1975 del Campeonato de España de Rally. Se celebró del 24 al 26 de octubre y contó con un itinerario de veintinueve tramos que sumaban un total de 173 km cronometrados.

## Clasificación final
| Pos. | Piloto              | Copiloto                  | Automóvil                | Tiempo  | Diferencia |
| ---- | ------------------- | ------------------------- | ------------------------ | ------- | ---------- |
| 1.   | Antonio Zanini      | Eduardo Martínez          | SEAT 1430-1800           | 3:17:22 | 0.0        |
| 2.   | Claude Haldi        | Jaime Ballesteros         | Porsche 911 Carrera RS   | 3:21:28 | +4:06      |
| 3.   | Ricardo Muñoz       | José Zorrita              | Alpine-Renault A110 1800 | 3:24:52 | +7:30      |
| 4.   | Salvador Cañellas   | Daniel Ferrater           | SEAT 1430-1800           | 3:26:09 | +8:47      |
| 5.   | Marc Etchebers      | Marie-Christine Etchebers | BMW 2002 Tii             | 3:30:54 | +13:32     |
| 6.   | Juan Carlos Trabado | José Luis Serrano         | SEAT 1430-1800           | 3:33:54 |            |
| 7.   | Genito Ortiz        | María Jesús Cabal         | Simca 1200 S             | 3:34:14 |            |
| 8.   | Fernando Dameto     | García Gascó              | SEAT 1430-1800           | 3:41:31 |            |
| 9.   | Claudi Caba         | Miguel Galofré            | Alfa Romeo 2000 GTV      | 3:45:06 |            |
| 10.  | Werner Schweizer    | Bernd Ostmann             | Opel Ascona SR           | 3:46:00 |            |